# Steffen Freund
Steffen Freund (ur. 19 stycznia 1970 w Brandenburg an der Havel) – niemiecki piłkarz występujący na pozycji pomocnika.

## Kariera klubowa
Freund treningi rozpoczął w enerdowskim klubie BSG Motor Süd. Potem grał jako junior w Stahli Brandenburg, a w 1989 roku został włączony do jej pierwszej drużyny, grającej w DDR-Oberlidze. W 1991 roku, po zjednoczeniu Niemiec odszedł do FC Schalke 04 z Bundesligi. W tych rozgrywkach zadebiutował 3 sierpnia 1991 roku w zremisowanym 0:0 meczu z Hamburgerem SV. 14 sierpnia 1991 roku w wygranym 1:0 spotkaniu z 1. FC Nürnberg strzelił pierwszego gola w Bundeslidze. W Schalke spędził 2 lata.
W 1993 roku Freund podpisał kontrakt z Borussią Dortmund, również grającą w Bundeslidze. Pierwszy ligowy zaliczył tam 6 sierpnia 1993 roku przeciwko Karlsruher SC (2:1). W 1995 roku oraz w 1996 roku zdobył z zespołem mistrzostwo Niemiec. W 1997 roku wygrał z nim rozgrywki Ligi Mistrzów, a także zdobył Puchar Interkontynentalny.
W styczniu 1999 roku Freund trafił do angielskiego Tottenhamu Hotspur. W Premier League zadebiutował 9 stycznia 1999 roku w zremisowanym 0:0 pojedynku z Sheffield Wednesday. W 2002 roku dotarł z klubem do finału Puchar Ligi Angielskiej, jednak Tottenham przegrał tam 1:2 z Blackburn Rovers.
Latem 2003 roku Freund wrócił do Niemiec, gdzie został graczem drużyny 1. FC Kaiserslautern z Bundesligi. W styczniu 2004 roku został wypożyczony do angielskiego Leicester City, gdzie latem tego samego roku zakończył karierę.

## Kariera reprezentacyjna
W reprezentacji Niemiec Freund zadebiutował 22 lutego 1995 roku w zremisowanym 0:0 towarzyskim meczu z Hiszpanią. W 1996 roku został powołany do kadry na Mistrzostwa Europy. Zagrał na nich w spotkaniach z Rosją (3:0), Włochami (0:0), Chorwacją (2:1) oraz z Anglią (1:1, 7:6 po rzutach karnych). Reprezentacja Niemiec została triumfatorem tamtego turnieju.
W 1998 roku Freund wziął udział w Mistrzostwach Świata. Nie zagrał jednak na nich w żadnym pojedynku, a Niemcy zakończyli turniej na ćwierćfinale. W latach 1995–1998 w drużynie narodowej rozegrał w sumie 21 spotkań.